# 范阿尔斯特
范阿尔斯特，使用于荷兰和比利时的荷蘭語姓。以下知名人物使用此姓：
- W·Th·范阿尔斯特（荷兰语：W.Th. van Aalst）（1856年2月5日－1927年11月11日），荷兰建筑师。
- 约斯特·范阿尔斯特（荷兰语：Joost van Aalst）（1942年9月23日－），荷兰退休海军军官。
- 科内利斯·约翰内斯·卡雷尔·范阿尔斯特（荷兰语：Cornelis Johannes Karel van Aalst）（1866年5月7日－1939年10月25日），荷兰银行家。